# Индо-скитско царство
Индо-скитското царство (Indo-Scythians, Indo-Skythische Dynastie) съществува от 1 век пр.н.е. до средата на 1 век в Северна Индия. Основател на царството e Мауес. Саките (скитите) са били изгонени от Централна Азия и се заселват на юг. Регионът Скития преди това бил в ръцете на индо-гърците.
През 1 век индо-скитите са изместени от кушаните и индо-партите.

## Най-важните владетели
Северозападна Индия:
- Мауес, ca. 90–60 пр.н.е. Монета
- Вононес, ca. 75–65 пр.н.е. Монета
- Спалахорес, ca. 75–65 пр.н.е.Монета
- Спалирисес, ca. 60–57 пр.н.е. Монета
- Азес I, ca. 57–35 пр.н.е. Монета
- Азилисес, ca. 57–35 пр.н.е. Монета
- Азес II, ca. 35–12 пр.н.е.Монета
- Зеионисес, ca. 10 пр.н.е.–10 г.
- Карахостес, ca. 10 пр.н.е.–10 г.
- Хайатрия
- Лиака Кусулака, сатрап на Chuksa
- Кусулака Патика, сатрап на Chuksa и син на Liaka Kusulaka

Bajaur-Ера (Apracharaja-владетел):
- Вижайамитра (12 пр.н.е.–15 г.)
- Итравасу (ca. 20 г.)
- Аспаварма (15–45 г.)

Mathura-Ера:
- Хагамаша (сатрап)
- Хагана (сатрап)
- Ражувула, ca. 10 г. (Велик сатрап)
- Содаса, син на Ражувула

По-малки владетели:
- Бадайаса
- Мамвади
- Аршак I